# 14876 Dampier
A 14876 Dampier (ideiglenes jelöléssel (14876) 1990 WD2) a Naprendszer kisbolygóövében található aszteroida. Eric Walter Elst fedezte fel 1990. november 18-án.